# Hans Cattini
Hans Cattini (24. ledna 1914, Grono, Švýcarsko – 3. dubna 1987, Lausanne, Švýcarsko) byl švýcarský hokejový útočník.

## Hokejová kariéra
Hrával ve švýcarské lize za HC Davos, kde vytvořil spolu se svým bratrem Ferdinandem Cattinim a Richardem Torrianim slavný útok, zvaný podle poslední, společné slabiky jejich příjmení ni-Linie. Ve třicátých a čtyřicátých letech Davos díky nim dominoval ve švýcarské lize. 

Ve stejném složení hrával útok i ve reprezentaci. Hans Cattini se účastnil olympijských her 1936 (bez úspěchu) a 1948, kde s týmem Švýcarska v domácím prostředí získal bronzovou medaili. Reprezentoval také na několika mistrovstvích světa, kde pomohl vybojovat stříbro v roce 1935 a další dvě bronzové medaile v letech 1937 a 1939.

## Ocenění
- člen Síně slávy Mezinárodní hokejové federace od roku 1998